# Eleição municipal de Arapiraca em 2004
A eleição municipal da cidade brasileira de Arapiraca em 2004 ocorreu no dia 03 de outubro de 2004, como parte do conjunto de eleições municipais no Brasil que ocorreram no mesmo ano. Na ocasião, foram eleitos um prefeito, vice-prefeito e 13 vereadores para a Câmara Municipal da cidade.
A campanha eleitoral contou com a participação de 2 candidatos a prefeito. A prefeita em exercício, Célia Rocha, do PSDB, por estar exercendo seu segundo mandato seguido, não estava apta a concorrer a reeleição. O primeiro turno foi realizado em 03 de outubro de 2004. Luciano Barbosa, candidato pelo PMDB, foi eleito com 53.391 votos (67,42% dos votos válidos), seguido de Dudu, do PSB, que obteve 25.797 votos (32,58%).
Na Câmara dos Vereadores, 126 candidatos concorreram ao pleito e 13 foram eleitos. O PMN foi o partido que conquistou o maior número de assentos, com 4 eleitos. Julio Houly foi o candidato mais votado, recebendo 4.820 votos (6,29% dos votos validos).  Os candidatos eleitos tomaram posse em 1 de janeiro de 2005 para exercerem um mandato de quatro anos.

## Candidaturas para a prefeitura
| Nº      | Prefeito(a)  | Prefeito(a)                                   | Prefeito(a)       | Vice-prefeito(a) | Vice-prefeito(a)                    | Vice-prefeito(a)  | Coligação Partido(s)                                                             |
| Nº      | Candidato(a) | Candidato(a)                                  | Partido Federação | Candidato(a)     | Candidato(a)                        | Partido Federação | Coligação Partido(s)                                                             |
| ------- | ------------ | --------------------------------------------- | ----------------- | ---------------- | ----------------------------------- | ----------------- | -------------------------------------------------------------------------------- |
| 15      |              | Luciano Barbosa Jose Luciano Barbosa Da Silva | PMDB              |                  | Santiago Everton Santiago Maia      | PSDB              | Arapiraca Cada Vez Mais Forte PMDB PSC PAN PRTB PHS PMN PTC PRP PSDB PCdoB PTdoB |
| 40      |              | Dudu Edwilson Fabio Melo Barros               | PSB               |                  | Dr. Lenildo Lenildo Amorim Da Silva | PT                | Arapiraca Para Todos PDT PT PTB PTN PSDC PSB                                     |
| Fontes: |              |                                               |                   |                  |                                     |                   |                                                                                  |

## Candidatos à vereança
| Coligação                                | Partido | Partido | Candidaturas |
| ---------------------------------------- | ------- | ------- | ------------ |
| PTdoB / PAN (25 candidatos)              |         | PTdoB   | 21           |
| PTdoB / PAN (25 candidatos)              |         | PAN     | 4            |
| PRTB / PTC (22 candidatos)               |         | PTC     | 18           |
| PRTB / PTC (22 candidatos)               |         | PRTB    | 4            |
| Arapiraca Rumo Ao Futuro (22 candidatos) |         | PTN     | 14           |
| Arapiraca Rumo Ao Futuro (22 candidatos) |         | PT      | 5            |
| Arapiraca Rumo Ao Futuro (22 candidatos) |         | PDT     | 2            |
| Arapiraca Rumo Ao Futuro (22 candidatos) |         | PSDC    | 1            |
| Pra Frente Arapiraca (21 candidatos)     |         | PMDB    | 8            |
| Pra Frente Arapiraca (21 candidatos)     |         | PSDB    | 7            |
| Pra Frente Arapiraca (21 candidatos)     |         | PMN     | 5            |
| Pra Frente Arapiraca (21 candidatos)     |         | PSC     | 1            |
| Compromisso e Ação (18 candidatos)       |         | PHS     | 15           |
| Compromisso e Ação (18 candidatos)       |         | PCdoB   | 2            |
| Compromisso e Ação (18 candidatos)       |         | PRP     | 1            |
| Todos Por Arapiraca (16 candidatos)      |         | PSB     | 11           |
| Todos Por Arapiraca (16 candidatos)      |         | PTB     | 5            |
|                                          | PV      | 2       |              |
| Fontes:                                  |         |         |              |

## Resultados da eleição

### Prefeito
| Candidato(a) a prefeito  | Candidato(a) a prefeito  | Candidato(a) a vice-prefeito | Primeiro turno 03 de outubro de 2004 | Primeiro turno 03 de outubro de 2004 |
| Candidato(a) a prefeito  | Candidato(a) a prefeito  | Candidato(a) a vice-prefeito | Total                                | Percentagem                          |
| ------------------------ | ------------------------ | ---------------------------- | ------------------------------------ | ------------------------------------ |
|                          | Luciano Barbosa (PMDB)   | Santiago (PSDB)              | 53.391                               | 67,42%                               |
|                          | Dudu (PSB)               | Dr. Lenildo (PT)             | 25.797                               | 32,58%                               |
| Total de votos válidos   | Total de votos válidos   | Total de votos válidos       | 79.188                               | 79.188                               |
| Votos apurados           |                          |                              |                                      |                                      |
| Votos válidos            | Votos válidos            | Votos válidos                | 79.188                               | 90,06%                               |
| Votos em branco          | Votos em branco          | Votos em branco              | 1.657                                | 1,88%                                |
| Votos nulos              | Votos nulos              | Votos nulos                  | 7.079                                | 8,05%                                |
| Total de votos apurados  | Total de votos apurados  | Total de votos apurados      | 87.924                               | 87.924                               |
| Eleitores                |                          |                              |                                      |                                      |
| Comparecimentos          | Comparecimentos          | Comparecimentos              | 87.924                               | 84,32%                               |
| Abstenções               | Abstenções               | Abstenções                   | 16.345                               | 15,68%                               |
| Total de eleitores aptos | Total de eleitores aptos | Total de eleitores aptos     | 104.269                              | 104.269                              |
| Total de seções: 291     |                          |                              |                                      |                                      |
| Fontes:                  |                          |                              |                                      |                                      |

### Composição da Câmara Municipal
|                          |                          |                 |                 |          |
| Nº                       | Partido                  | Votos populares | Votos populares | Assentos |
| Nº                       | Partido                  | Votos           | %               | Assentos |
| 33                       | PMN                      | 15.696          | 18,75%          | 4        |
| 14                       | PTB                      | 8.856           | 10,58%          | 3        |
| 70                       | PTdoB                    | 12.543          | 14,98%          | 2        |
| 40                       | PSB                      | 10.962          | 13,09%          | 1        |
| 45                       | PSDB                     | 10.620          | 12,68%          | 1        |
| 15                       | PMDB                     | 7.895           | 9,43%           | 1        |
| 19                       | PTN                      | 5.159           | 6,16%           | 1        |
| 31                       | PHS                      | 4.601           | 5,5%            | 0        |
| 36                       | PTC                      | 2.829           | 3,38%           | 0        |
| 12                       | PDT                      | 2.142           | 2,56%           | 0        |
| 13                       | PT                       | 816             | 0,97%           | 0        |
| 26                       | PAN                      | 445             | 0,53%           | 0        |
| 65                       | PCdoB                    | 310             | 0,37%           | 0        |
| 28                       | PRTB                     | 286             | 0,34%           | 0        |
| 44                       | PRP                      | 275             | 0,33%           | 0        |
| 43                       | PV                       | 179             | 0,21%           | 0        |
| 27                       | PSDC                     | 62              | 0,07%           | 0        |
| 20                       | PSC                      | 51              | 0,06%           | 0        |
| Total de votos válidos   | Total de votos válidos   | 83.727          | 83.727          | 13       |
| Votos apurados           |                          |                 |                 | 13       |
| Total de votos válidos   | Total de votos válidos   | 83.727          | 95,23%          | 13       |
| Votos em branco          | Votos em branco          | 1.512           | 1,72%           | 13       |
| Votos nulos              | Votos nulos              | 2.685           | 3,05%           | 13       |
| Total de votos apurados  | Total de votos apurados  | 87.924          | 87.924          | 13       |
| Eleitores                |                          |                 |                 | 13       |
| Comparecimentos          | Comparecimentos          | 87.924          | 84,32%          | 13       |
| Abstenções               | Abstenções               | 16.345          | 15,68%          | 13       |
| Total de eleitores aptos | Total de eleitores aptos | 104.269         | 104.269         | 13       |
| Fontes:                  |                          |                 |                 |          |

### Vereadores eleitos
| Candidato(a) | Candidato(a)       | Partido | Votos | Votos       | Cidade de origem   | Unidade federativa/País |
| Candidato(a) | Candidato(a)       | Partido | Total | Percentagem | Cidade de origem   | Unidade federativa/País |
| ------------ | ------------------ | ------- | ----- | ----------- | ------------------ | ----------------------- |
|              | Julio Houly        | PMN     | 4.820 | 6,29%       | Traipu             | Alagoas                 |
|              | Ricardo Nezinho    | PMN     | 4.167 | 5,44%       | Arapiraca          | Alagoas                 |
|              | Dra. Valquiria     | PSDB    | 2.762 | 3,6%        |                    |                         |
|              | Tarcizo Freire     | PTB     | 2.526 | 3,3%        | Caruaru            | Pernambuco              |
|              | Sargento Moisés    | PMN     | 2.456 | 3,2%        | Arapiraca          | Alagoas                 |
|              | Gilvania Barros    | PTB     | 2.285 | 2,98%       | Girau do Ponciano  | Alagoas                 |
|              | Josias Albuquerque | PMN     | 2.227 | 2,91%       | Arapiraca          | Alagoas                 |
|              | Nascimento Leão    | PTB     | 1.990 | 2,6%        | Arapiraca          | Alagoas                 |
|              | Biliu Saturnino    | PMDB    | 1.970 | 2,57%       | Arapiraca          | Alagoas                 |
|              | Jario Barros       | PTN     | 1.855 | 2,42%       | Arapiraca          | Alagoas                 |
|              | João Do Sindicato  | PSB     | 1.838 | 2,4%        | Olho d'Água Grande | Alagoas                 |
|              | Ze Lucio           | PTdoB   | 1.776 | 2,32%       | Girau do Ponciano  | Alagoas                 |
|              | Sidney Geni        | PTdoB   | 1.461 | 1,91%       | Arapiraca          | Alagoas                 |
| Fontes:      |                    |         |       |             |                    |                         |